# Lamphun
Lamphun (in thailandese: ลำพูน; trascrizione IPA: /laːmpʰˈuːn/) è una città minore della Thailandia. Il territorio comunale occupa una parte del Distretto di Meuang Lamphun, che è il capoluogo della Provincia di Lamphun, nel gruppo regionale della Thailandia del Nord.

## Geografia fisica
Si trova 26 km a sud di Chiang Mai, nella valle del fiume Ping che ne bagna la periferia occidentale. Il centro cittadino è attraversato dal fiume Khuang, che affluisce nel Ping alla periferia meridionale di Lamphun. La valle è delimitata dai monti Thanon Thong Chai ad ovest e dai monti Khun Tan ad est, che si trovano entrambi ad oltre 20 km dalla città. Nel 2011 gli abitanti del comune erano 13 016 distribuiti in una superficie di 6 km², per una densità di 2169,33 ab./km²

## Storia
Secondo la leggenda della regina Jama (Camadevivamsa), la città fu fondata nel VII secolo con il nome Hariphunchai da due monaci buddhisti, che intesero farne la capitale di un regno. Trovarono la sovrana nel lontano Regno di Lavo, l'odierna Lopburi, situato molto più a sud, il cui re inviò la propria figlia Jamadevi a fondare il Regno di Hariphunchai. La leggenda della regina Jama è una cronaca politico-religiosa del regno scritta dal monaco Mahathera Bodhiramsi nel XV secolo, raccogliendo fonti sconosciute e presentando la storia prevalentemente sotto l'aspetto religioso. Le notizie sul regno sono in realtà poche e frammentarie, i documenti esistenti si basano sulle rare e scarsamente informative iscrizioni ritrovate. Varie cronache della regione forniscono resoconti sul regno e differiscono tra loro soprattutto per quanto riguarda la cronologia.
Hariphunchai fu l'avamposto settentrionale della cultura del popolo mon di Dvaravati, che tra il VI ed il X secolo civilizzò la valle del Chao Phraya, l'odierna Thailandia Centrale. La regina Jama è quindi tuttora famosa in Thailandia per il suo ruolo nella diffusione del Buddhismo Theravada, che fu introdotto nella regione dai mon ed è l'attuale religione di Stato nel Paese. Hariphunchai fece conoscere nel nord anche l'evoluta cultura dei mon; fu un regno ricco e potente, l'ultimo che mantenne l'indipendenza tra quelli della federazione di Dvaravati. L'ipotesi che il Regno di Hariphunchai appartenesse all'etnia mon è stata avanzata per la prima volta da George Coedès dopo che prese visione delle iscrizioni ritrovate a Lamphun scritte in lingua mon antica e pali e delle antiche cronache di Hariphunchai Jinakalamali e Camadevivamsa. Nella sua traduzione di tali scritti, pubblicata nel 1925, lo storico francese non specifica la composizione etnica del popolo amministrato.
Nell'XI secolo, Hariphunchai combatté vittoriosamente contro il Regno di Lavo, che era stato sottomesso al vassallaggio dall'Impero Khmer, e contro gli stessi khmer. Fu conquistata nel 1292 dai tai yuan di re Mangrai il Grande, che espanse così il proprio Regno di Ngoenyang e lo ribattezzò Lanna. Il sovrano fece costruire nelle vicinanze la sua nuova capitale Chiang Mai, ma fece di Hariphunchai il centro culturale e religioso del suo regno. A contatto con i mon, i tai yuan svilupparono a Lamphun nel XIV secolo il proprio alfabeto, il tai tham, derivato da una forma moderna dell'alfabeto mon.
Nei secoli successivi, Lamphun fu legata al destino del Regno Lanna, che dominò il nord fino al XVI secolo e fu quindi reso vassallo dei birmani di re Bayinnaung. La sottomissione ai birmani durò fino alla fine del XVIII secolo, quando al termine di una serie di guerre il Siam sottrasse Lanna al vassallaggio ai birmani. Nei primi anni del XIX secolo, una campagna militare di successo condotta dai siamesi nel Sipsongpanna (oggi parte della Provincia cinese dello Yunnan) si concluse con la deportazione a Lamphun di gran parte dei locali tai yong, un'etnia collegata ai tai lü, per ripopolare la zona che si era svuotata con le continue guerre. Ancora oggi, i tai yong sono l'etnia maggioritaria nella Provincia di Lamphun.

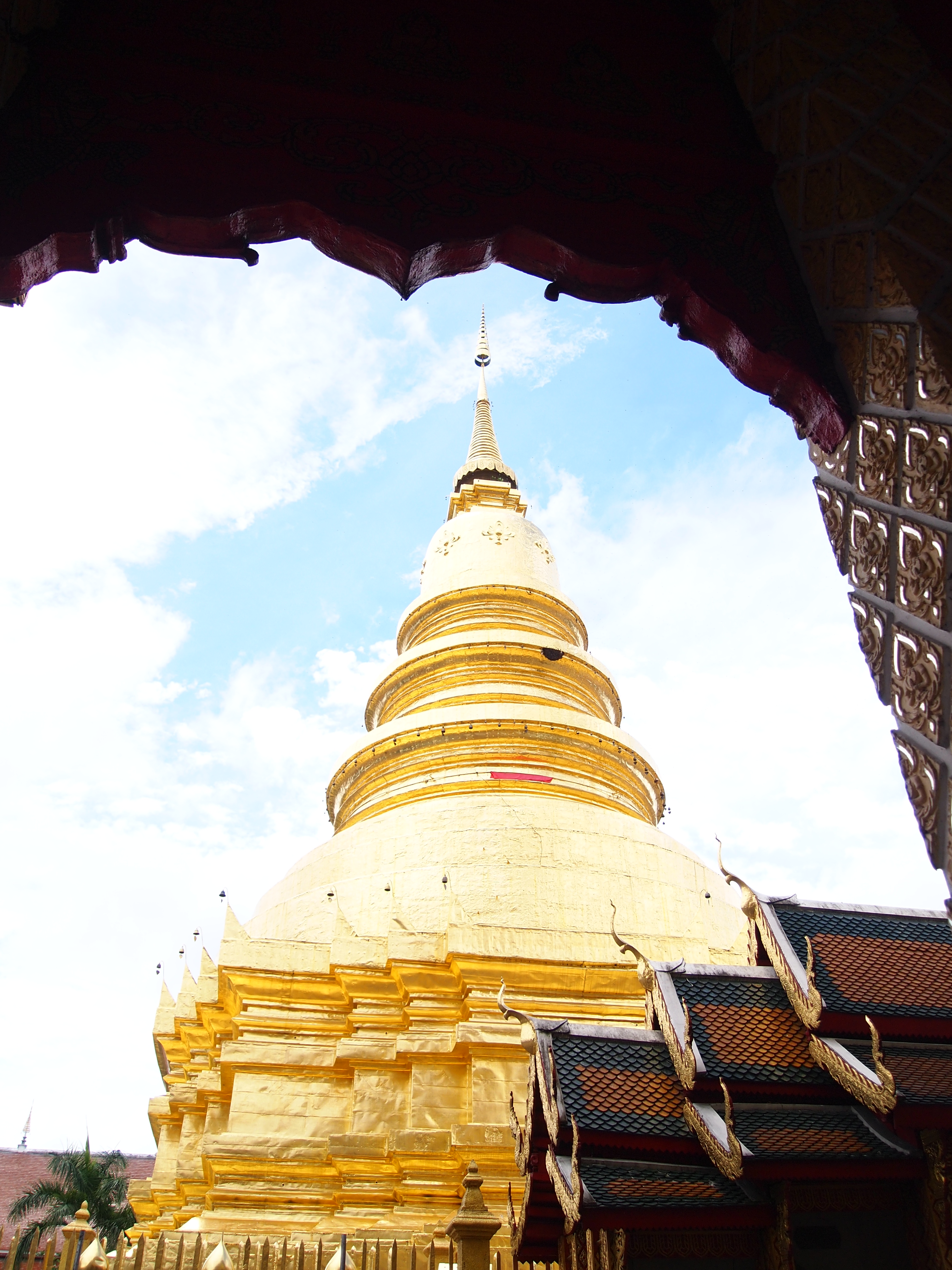
L'antico chedi dorato di Wat Phra That Hariphunchai, che secondo la leggenda contiene reliquie del Buddha

## Attrazioni turistiche
- Una delle principali attrazioni turistiche di Lamphun è il tragitto compreso tra la città e Chiang Mai, che passa tra pittoreschi paesaggi agresti in una strada piantumata con imponenti alberi risalenti al periodo di re Rama V
- Il Wat Phra That Hariphunchai si trova nel centro cittadino, è uno dei wat più riveriti della Thailandia e meta di pellegrinaggio. Nel complesso templare si trova un chedi dorato alto 46 metri nel quale si dice siano conservate reliquie di Buddha. Il famoso chedi è stato scelto come simbolo dello stemma della Provincia di Lamphun.[6]
- Dall'uscita est del Wat Phra That Hariphunchai si attraversa il fiume su un ponte coperto dove sono in vendita notevoli prodotti dell'artigianato e dell'agricoltura locali. Oltre il ponte si trova il Wat Ton Kaeo, al cui interno un gruppo di anziani porta avanti l'antica tradizione tessile di Lamphun, producendo broccati di cotone e altri tessuti pregiati[6]
- Di fronte all'uscita ovest del Wat Phra That Hariphunchai vi è il Museo Nazionale di Hariphunchai, dove sono custoditi oltre 2000 antichi manufatti che testimoniano la storia cittadina. Fu fondato nel 1927 dall'ultimo chao (sovrano, principe) di Lamphun e si compone di tre edifici. Di particolare importanza sono le tavole in pietra con le inscrizioni che hanno permesso di tracciare la storia del regno. Una sezione è dedicata ai reperti archeologici risalenti ad oltre 2500 anni fa, che comprendono vasellame, scheletri ecc. Tra i vari reperti esibiti in un'altra sezione, vi sono teste di Buddha in pietra del periodo Dvaravati, statue in legno e bronzo del periodo Lanna e altri oggetti del periodo Rattanakosin[6]
- 300 metri ad ovest del Wat Phra That Hariphunchai sorge il Wat Mahawan, che si ritiene sia stato uno dei primi ad essere costruiti nell'antica Hariphunchai. Al suo interno vi è la statua del Buddha chiamata Phra Rod Luang, che secondo la leggenda fu portata da Lavo e protesse Jamadevi ed il suo seguito nel lungo e pericoloso viaggio quando la regina si trasferì ad Hariphunchai[6]
- Proseguendo verso ovest si arriva al Wat Jamadevi, al cui interno si trova un antico stupa a forma di piramide a gradoni dove si pensa siano conservate le ceneri della regina Jamadevi. Lo stupa è chiamato Ku Kut, è stato sottoposto a diverse ristrutturazioni e la sua originale forma presenta un intreccio di stili architettonici diversi. Su ognuno dei quattro lati vi sono 15 nicchie ed ognuna ospita una statua di Buddha[6]